# Championnat d'Afrique masculin de basket-ball 1997
Navigation
Algérie 1995 Angola 1999
Le championnat d'Afrique de basket-ball 1997 est la dix-neuvième édition du championnat d'Afrique des nations. Elle s'est déroulée du 25 juillet au 3 août 1997 à Dakar au Sénégal. Le Sénégal remporte son cinquième titre et se qualifie en compagnie du Nigeria pour le Championnat du monde de 1998.

## Classement final
| Position | Équipe         | Bilan |
| -------- | -------------- | ----- |
| 1        | Sénégal        | 5v-1d |
| 2        | Nigeria        | 5v-1d |
| 3        | Angola         | 5v-1d |
| 4        | Égypte         | 2v-3d |
| 5        | Centrafrique   | 3v-2d |
| 6        | Mali           | 1v-3d |
| 7        | Cap-Vert       | 1v-3d |
| 8        | Côte d'Ivoire  | 1v-4d |
| 9        | Afrique du Sud | 0v-4d |